# Levefanum
Levefanum was een Romeinse plaats in de provincie Neder-Germanië (Germania Inferior), gelegen aan de noordgrens van het Romeinse Rijk; de zogenaamde limes (Latijn voor "grens"). Levefanum staat als Levefano vermeld op de Peutingerkaart (Tabula Peutingeriana) tussen Carvone en Fletione. Daarnaast vermeldt de (anonieme) 'Cosmograaf van Ravenna' Evitano als plaats aan de Rhenus (Rijn) tussen Coadulfaveris en Fictione; waarschijnlijk gaat het daarbij om dezelfde plaats.

## Etymologie
De naam Levefano/Levefanum is mogelijk een oude verschrijving, omdat (althans het eerste deel van) dit woord in het Latijn geen betekenis heeft. Een fanum is een tempel/heiligdom. Leve- zou een verschijving kunnen zijn van Haevae - de naam van een inheemse godin; cultuspartner van Hercules Magusanus. Andere voorbeelden uit de bronnen overgeleverde plaatsnamen met 'fanum' in het Noordelijke Romeinse Rijk zijn Fanum Martis (Fanumartis op de Peutingerkaart) en Fanum Minervae in het Itinerarium Antonini.
Een alternatieve verklaring is dat leve- mogelijk een Keltisch woord is dat verwijst naar een waterloop.

## Lokalisatie
De naam Levefanum is door verschillende auteurs in het verleden gekoppeld aan (vooral militaire) vondsten in het gebied tussen het huidige Rijswijk en Wijk bij Duurstede op de linkeroever van de Nederrijn, waar deze zich nu splitst in de Kromme Rijn en de Lek. In de Romeinse tijd liep de hoofdtak van de Rijn over de huidige Nederrijn, Kromme Rijn en Oude Rijn naar de Noordzee. Twijfel over de lokalisatie van andere in de bronnen genoemde plaatsen (zoals Carvone en Castra Herculis) en over de correcties die nodig zijn om de verschillende schriftelijke bronnen (zoals de Peutingerkaart en het Itinerarium Antonini) en archeologische vondsten) met elkaar in overeenstemming te brengen, heeft er echter toe geleid dat de lokalisatie van Levefanum (ook) in de wetenschappelijke literatuur weer ter discussie staat. Zo pleit Verhagen in zijn proefschrift voor Elst als locatie van Levefanum, na eerder nog gepleit te hebben voor het castellum Arnhem-Meinerswijk. Belangrijkste argumenten daarvoor zijn de aanwezigheid van meerdere tempels, waarvan de grootste waarschijnlijk gewijd was aan Hercules Magusanus, en de afstand tussen Elst en de vindplaats van de verspoelde resten van een castellum nabij Herwen, waar een grafsteen is teruggevonden met daarop plaatsaanduiding Carvium.